# Kanton Le Châtelard
Kanton Le Châtelard (francouzsky Canton du Châtelard) je francouzský kanton v departementu Savojsko v regionu Rhône-Alpes. Tvoří ho 14 obcí.

## Obce kantonu
- Aillon-le-Jeune
- Aillon-le-Vieux
- Arith
- Bellecombe-en-Bauges
- Le Châtelard
- La Compôte
- Doucy-en-Bauges
- École
- Jarsy
- Lescheraines
- La Motte-en-Bauges
- Le Noyer
- Saint-François-de-Sales
- Sainte-Reine